# Мехен, Берни
Бернард Джозеф Мехен (англ. Bernard Joseph Mehen; 19 сентября 1918 года, Уилинг, Западная Виргиния — 11 мая 2007 года, Силвейния, Огайо) — американский баскетболист, выступавший на позициях форварда и центрового.

## Биография
Мехен родился и вырос в Уилинге, Западная Виргиния в семье Бернарда и Эмми Мехенов. Выступал за баскетбольную команду старшей школы Уилинг-Парк, в 1936 и 1938 годах привёл её к титулу чемпионов штата. В выпускном классе вместе с Берни выступал его младший брат Дик. После выпуска поступил в Университет Теннесси, где продолжил играть в баскетбол. В 1941 году привёл команду ко второму в истории чемпионству Юго-Восточной конференции.
31 мая 1942 поженился. В том же году был призван в ВВС США, однако служил в пехоте. Дослужился до звания второго лейтенанта, воевал во Франции, Бельгии, Нидерландах. Под Аахеном его левая пятка была раздроблена артиллерийским снарядом. За ранение Мехен был награждён Пурпурным сердцем, демобилизован и отправлен в лагерь Блэндинг, Флорида. Во время восстановления снова начал играть в баскетбол.
В 1946 году присоединился к «Янгстаун Бирс» из НБЛ, за которых провёл 4 игры. После перешёл в «Толидо Джипс», за которых неполных два сезона, в том числе сезон 1947/48 вместе со своим братом Диком. Когда в 1948 году «Джипс» переезжали в Уотерлу, Мехен принял решение остаться с женой и двумя дочерями в Толидо. В дальнейшем работал продавцом мебели. В 1995 году введён в Зал спортивной славы Уилинга. Умер в 2007 году в возрасте 88 лет.